# Aurora Pyramid of Hope

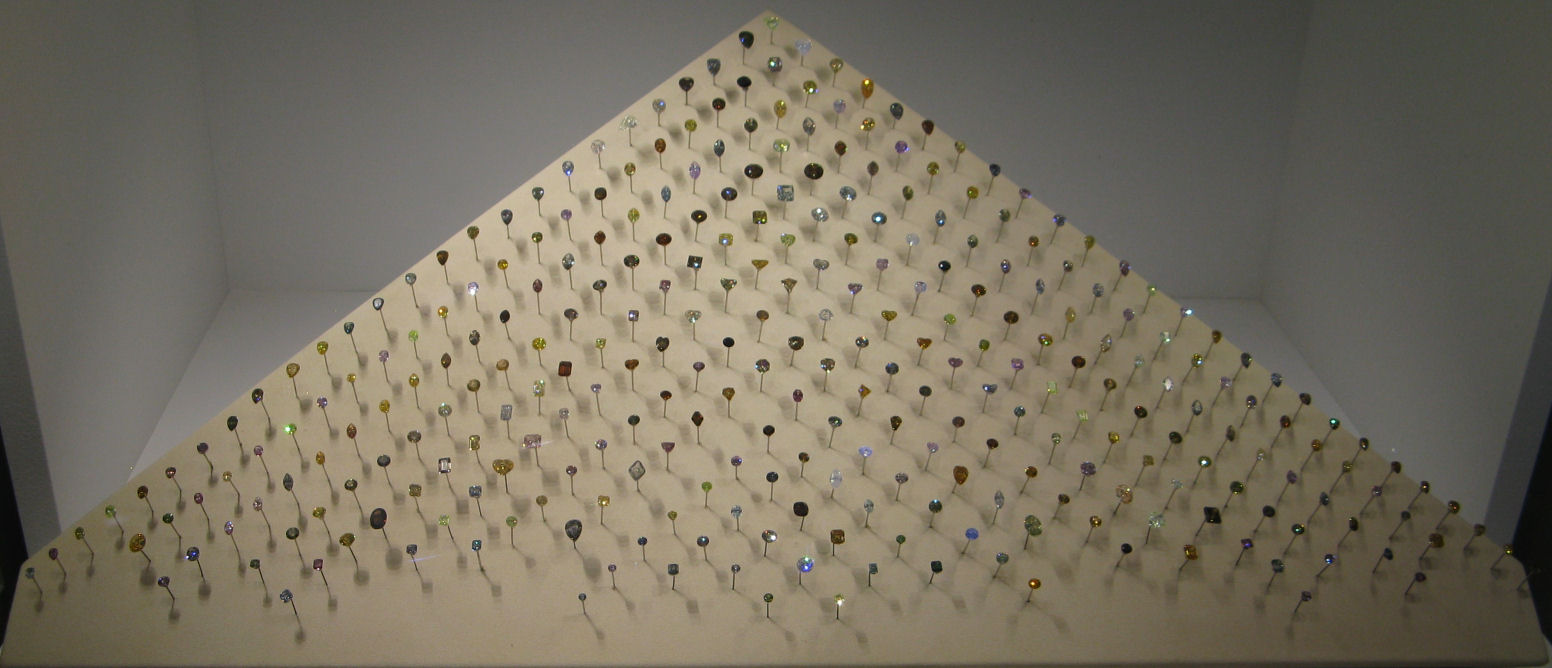
Die Aurora Collection in natürlichem Licht

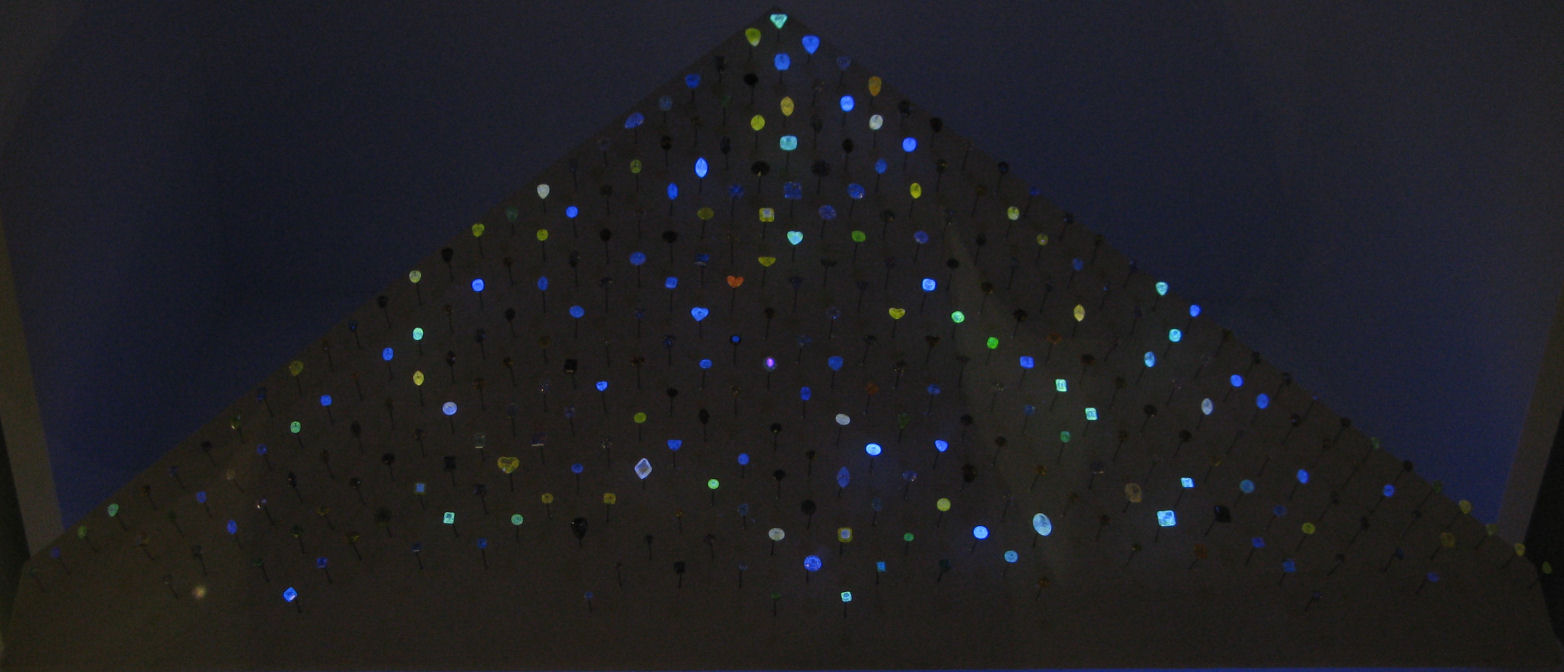
Die Aurora Collection in ultraviolettem Licht

Die Aurora Pyramid of Hope (englisch) ist eine Sammlung farbiger Diamanten. Sie wurde seit den 1980er Jahren von den beiden US-Amerikanern Alan Bronstein und Harry Rodman aufgebaut und umfasste ursprünglich 260 Diamanten mit einem Gesamtgewicht von 231,78 Karat. Seit 2005 besteht die Sammlung aus 296 Diamanten mit einem Gesamtgewicht von 267,45 Karat. Die Steine sind nach Gewicht geordnet, Nummer 1 wiegt 0,13 Karat und Nummer 260 (die ursprünglich letzte Nummer) 2,88 Karat.

## Geschichte
Alan Bronstein (* 1956) ist ein Diamantenhändler, er begann Anfang der 1980er Jahre die Aurora Collection aufzubauen. Mitte der 1980er Jahre lernte er den Goldhändler Harry Rodman (1909–2008) kennen. Dieser entstammte einer Juweliersfamilie, sein Vater emigrierte 1903 aus dem Russischen Kaiserreich in die Vereinigten Staaten. Die Aurora Collection wurde durch Käufe der beiden erweitert und bestand schließlich aus 260 Diamanten.
Farbige Diamanten waren Anfang der 1980er Jahre relativ unbekannt, sie spielten im internationalen Handel keine Rolle. Die ersten Steine der Sammlung konnte Bronstein daher billig kaufen. Die Situation änderte sich dadurch, dass große Auktionshäuser für die Steine warben und Händler verstärkt auch farbige Diamanten anboten.  Als Folge davon stiegen die Preise, 1999 kosteten farbige Diamanten bis zu eine Million US-Dollar pro Karat.
Wegen der pyramidalen Anordnung der Diamanten wird die Sammlung auch Aurora Pyramid of Hope genannt. Zwischen 1989 und 2005 war die Pyramide im American Museum of Natural History in New York City ausgestellt. 2005 war sie Teil der Ausstellung „Diamonds“ im Natural History Museum in London, dort wurden zu den ursprünglich 260 Diamanten 36 weitere hinzugefügt. Seit November 2006 ist die Sammlung dauerhaft in London ausgestellt.